# Jaroslav Škarvan
Jaroslav Škarvan, češkoslovaški rokometaš, * 3. april 1944, Plzeň, Protektorat Češke in Moravske, † 21. junij 2022.
Leta 1972 je na poletnih olimpijskih igrah v Münchnu v sestavi češkoslovaške rokometne reprezentance osvojil srebrno olimpijsko medaljo.